# ألبرت ليمان كوكس
ألبرت ليمان كوكس (بالإنجليزية: Albert Lyman Cox)‏ هو قاضي ومحامي ولاعب كرة قدم أمريكية وسياسي أمريكي، ولد في 1 ديسمبر 1883 في رالي في الولايات المتحدة، وتوفي في 15 أبريل 1965 في غولدزبورو في الولايات المتحدة. انتخب عضو مجلس نواب كارولينا الشمالية.